# دبیرستان بورلی هیلز
دبیرستان بورلی هیلز (انگلیسی: Beverly Hills High School) دبیرستانی عمومی در بورلی هیلز، کالیفرنیا است. این دبیرستان بخشی از منطقه آموزشی واحد بورلی هیلز است که در ۷۹٬۰۰۰ متر مربع در بخش غربی بورلی هیلز قرار گرفته. زمینی که این دبیرستان در آن واقع شده است پیشتر بخشی از پیست اتوموبیل‌رانی سرعت بورلی هیلز بود که در سال ۱۹۲۴ خراب شد. ساختمان‌های اولیه مدرسه در ۱۹۲۷ توسط رابرت دی. فارکوار به سبک فرانسه نورماندی طراحی شدند. محوطه این دبیرستان دارای چاه‌ نفت است که از فروش آن، هزینه‌های مدرسه تأمین می‌شوند. این دبیرستان جمعیت زیادی از دانش‌آموزان ایرانی–آمریکایی را در خود جای داده است.

## تاریخچه
مدرسه بورلی هیلز در اصل عضوی از منطقه آموزشی دبیرستانی شهر لس آنجلس بود. در سال ۱۹۳۶، منطقه آموزشی ابتدایی بورلی هیلز، منطقه آموزشی دبیرستانی شهر لس آنجلس را ترک گفت و منطقه آموزشی دبیرستانی بورلی هیلز را تشکیل داد؛ سپس بنا بر قانون، این مجموعه تبدیل به منطقه آموزشی واحد بورلی هیلز شد.

## جمعیت‌شناسی دانش‌آموزان
در سال ۲۰۰۸، دبیرستان بورلی هیلز دارای ۲٬۴۱۲ دانش‌آموز بود که ۷۰ درصد آن‌ها را سفیدپوستان، ۱۷ درصد آسیایی، ۵ درصد آمریکاییان آفریقایی‌تبار، و ۴ درصد لاتین‌تبار تشکیل می‌دادند. در سال ۲۰۱۴، ۷۲ درصد دانش‌آموزان سفیدپوست، ۱۶ درصد آسیایی، ۶ درصد سیاه‌پوست، و ۵ درصد لاتین‌تبار بودند. از سال ۲۰۰۸ به این سو، بیشتر دانش‌آموزان را ایرانیان آمریکایی، و به ویژه یهودیان ایرانی‌تبار، تشکیل می‌دادند. به دلیل این تعداد زیاد از دانش‌آموزان با ریشه ایرانی، مدرسه به مناسب نوروز، جشن باستانی ایرانیان، برنامه‌هایی ترتیب می‌بیند.